# Кильпуэ
Кильпуэ́ (исп. Quilpué) — город в Чили. Административный центр одноимённой коммуны и провинции Марга-Марга. Население города — 126 893 человека (2002). Город и коммуна входят в состав провинции Марга-Марга и области Вальпараисо. Город входит в состав городской агломерации Большого Вальпараисо.
Территория — 536,9 км². Численность населения — 151 708 жителей (2017). Плотность населения — 282,6 чел./км².

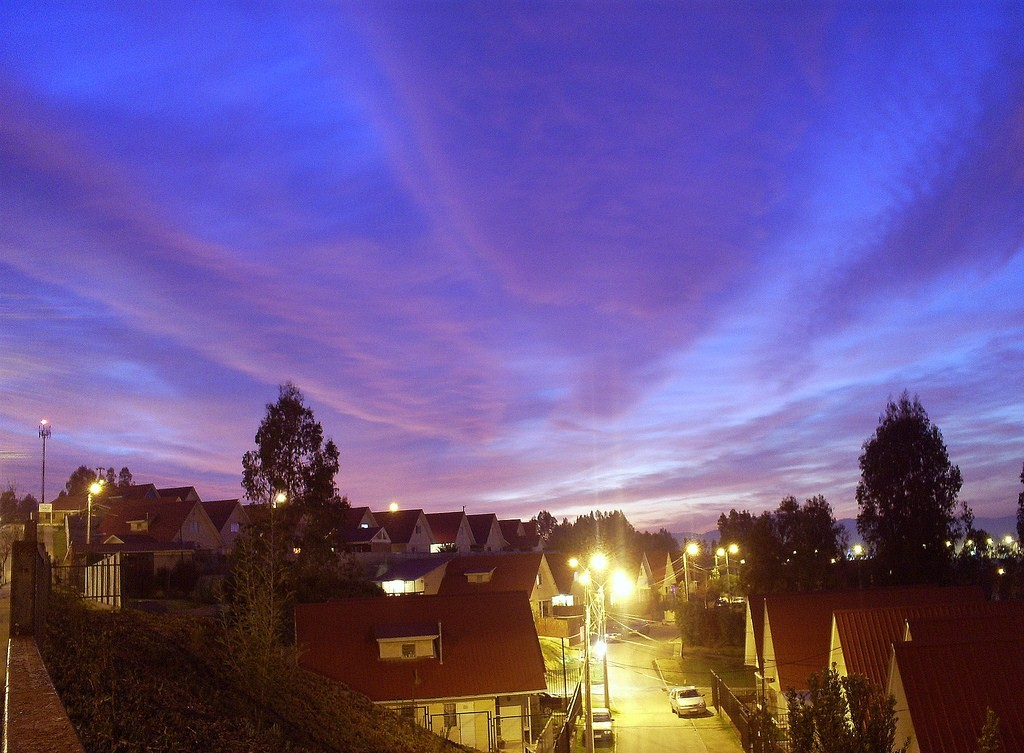
Жилые кварталы

## Расположение
Город расположен в 12 км на восток от административного центра области города Вальпараисо.
Коммуна граничит:
- на севере — c коммунами Конкон, Лимаче, Вилья-Алемана, Ольмуэ
- на востоке — с коммуной Тильтиль
- на юго-востоке — c коммуной Лампа
- на юге — c коммунами Касабланка, Куракави
- на юго-западе — c коммуной Вальпараисо
- на западе — c коммуной Винья-дель-Мар

## Демография
Согласно сведениям, собранным в ходе переписи 2017 г. Национальным институтом статистики (INE), население коммуны составляет:
| Полное население                          | Полное население                          | Полное население                          | Полное население                          | Полное население                          | 151 708 |
| ----------------------------------------- | ----------------------------------------- | ----------------------------------------- | ----------------------------------------- | ----------------------------------------- | ------- |
| в том числе:                              | Городское население                       | 149 596                                   | Процент городского населения, %           | 98,61                                     |         |
|                                           | Сельское население                        | 2 112                                     | Процент сельского населения, %            | 1,39                                      |         |
|                                           | Мужское население                         | 71 746                                    | Процент мужского населения, %             | 47,29                                     |         |
|                                           | Женское население                         | 79 962                                    | Процент женского населения, %             | 52,71                                     |         |
| Плотность населения, чел/км²              | Плотность населения, чел/км²              | Плотность населения, чел/км²              | Плотность населения, чел/км²              | Плотность населения, чел/км²              | 282,6   |
| Население коммуны в % к населению области | Население коммуны в % к населению области | Население коммуны в % к населению области | Население коммуны в % к населению области | Население коммуны в % к населению области | 8,35    |

| Динамика изменения населения коммуны | Динамика изменения населения коммуны | Динамика изменения населения коммуны | Динамика изменения населения коммуны |
| ------------------------------------ | ------------------------------------ | ------------------------------------ | ------------------------------------ |
| 1992                                 | 2002                                 | 2012                                 | 2017                                 |
| 104 203                              | 128 578▲                             | 151 520▲                             | 151 708▲                             |

## Важнейшие населенные пункты[4]
| № | Населённый пункт | Населённый пункт (исп.) | Категория | Население чел. (2002) | На карте                        |
| - | ---------------- | ----------------------- | --------- | --------------------- | ------------------------------- |
| 1 | Кильпуэ          | Quilpué                 | город     | 126893                | 33°02′59″ ю. ш. 71°26′30″ з. д. |
| 2 | Кольигуай        | Colliguay               | поселок   | 494                   | 33°10′16″ ю. ш. 71°09′49″ з. д. |
| 3 | Лос-Мольес       | Los Molles              | поселок   | н/д                   | 33°05′57″ ю. ш. 71°22′29″ з. д. |
| 4 | Ла-Ретука        | La Retuca               | поселок   | н/д                   | 33°08′11″ ю. ш. 71°20′43″ з. д. |
| 5 | Лос-Пералес      | Los Perales             | поселок   | н/д                   | 33°09′03″ ю. ш. 71°19′04″ з. д. |
| 6 | Лос-Юйос         | Los Yuyos               | поселок   | н/д                   | 33°11′38″ ю. ш. 71°05′41″ з. д. |